# Strada nazionale 48 (Cambogia)
La strada nazionale 48 (indicata sulle mappe come NH48, "National Highway 48") è una delle strade statali della Cambogia. È asfaltata per l'intero percorso ed è composta da una carreggiata unica con due corsie di marcia per gran parte del suo percorso. Costituisce parte del collegamento stradale più breve, in termini di chilometri,  per raggiungere il confine con la Thailandia da Phnom Penh.

## Percorso
La NH48 ha inizio diramandosi dalla strada nazionale 4 poco a sud di Sre Ambel. Si sviluppa verso ovest fino al ponte sul fiume Phipot ed oltrepassato il fiume la strada si piega verso nord-ovest costeggiando i limiti del Parco nazionale di Botum Sakor. Dopo il parco nazionale la strada si piega verso nord per raggiungere la città di Koh Kong, dove scavalca il fiume Stoeng Atay, e per gli ultimi 7,5 km diventa a doppia carreggiata con due corsie per senso di marcia. Dopo un tragitto di 159 km termina al villaggio di Cham Yeam, punto di frontiera con la Thailandia dove incontra la Strada nazionale 3 Tailandese.